# Aftonsång
Aftonsång är en form av eftermiddagsgudstjänst inom Svenska kyrkan, som in i vår tid hållits på söndagar och helgdagar, särskilt i städerna. Den uppkom efter reformationen ur vespern, den psaltarbaserade tidegärdens aftongudstjänst, som då alltid sjöngs; härav namnet.
Sedan aftonsången lämnat tidegärdens form utgjorde predikan en väsentlig del. Predikotext var dagens episteltext och, om särskild högtidsdag inföll på söndagen, samma dags högmässotext. Detta gällde utom under fastetiden, då det predikades över passionsberättelsen. 
För de fyra allmänna böndagarna, avskaffade 1983, förordnades särskilda predikotexter.
Idag händer det att ordet används om vesper, sedan tidegärden återupplivats i Svenska kyrkan av bland andra Laurentius Petri-sällskapet.